# Małżeństwo w nauczaniu Jana Chryzostoma

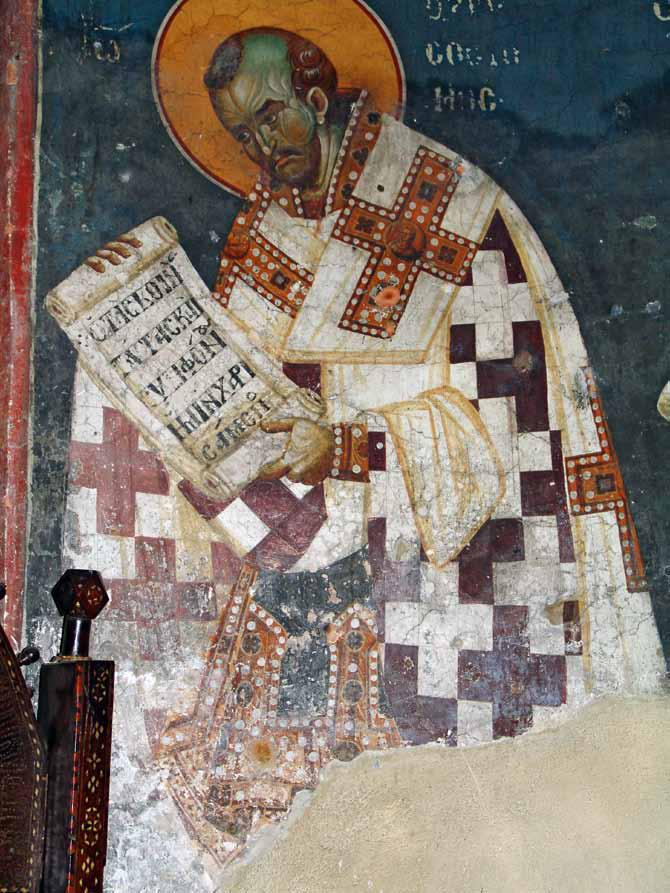

Małżeństwo w nauczaniu Jana Chryzostoma nazwane zostało „sakramentem miłości” (αγάπης μυστήριον), ponieważ jego istotę upatrywał on w jednoczeniu ciał i dusz małżonków, którego podstawą jest chrześcijańska miłość. Zdaniem Złotoustego, więź  kobiety i mężczyzny odzwierciedlać ma w codziennym życiu tę samą więź miłości, która łączy Chrystusa z Kościołem. Oboje są również powołani do tego, aby we wzajemnym oddaniu się sobie stawać się z jedną istotą i tym samym budować w sobie obraz Trójcy Świętej. 
Małżeństwo daje początek rodzinie rozumianej jako „mały Kościół” (έκκλησία έστί). Po grzechu pierworodnym stało się ono lekarstwem przeciw pożądliwości oraz szkołą czystości. W rozważaniach Jana Chryzostoma na temat dziewictwa pojawia się także pogląd, iż w małżeństwie odbijają się dzieje zbawienia, ponieważ w uświęconej przez Kościół miłości płciowej obserwuje się wzrost od tego, co zmysłowe do tego, co uduchowione. Antiocheńczyk zalecał wdowom aby dochowały wierności swojemu zmarłemu małżonkowi, bowiem śmierć nie rozrywa więzów miłości, a w niebie zjednoczenie osób będzie jeszcze doskonalsze niż w doczesności.
Jan Chryzostom nie poświęcił małżeństwu osobnego traktatu, mimo to uznawany jest za największego wśród Ojców Kościoła piewcę miłości małżeńskiej. Zdaniem patrologów dał on najmocniejsze podstawy do współczesnego rozumienia tego sakramentu.

## Stworzenie kobiety i mężczyzny
Jan Chryzostom, interpretując Księgę Rodzaju, wychwalał mądrość Boga, który stworzył Adama tak, aby następnie wydobyć z jego boku Ewę, ponieważ już w samym akcie stwórczym powołał osobę ludzką nie tylko do osobowego życia, ale także do jednoczenia się z drugą osobą w miłości. Tym samym człowiek posiada w sobie skłonność do stawania się „my” na obraz i podobieństwo Boskiego „My” Trójcy Świętej (Rdz 1, 26). Małżeństwo jako wspólnota osób miało więc stawać się ikoną samego Stwórcy.

Bóg wziął z całego tworzywa mały fragment i tak uformował niewiastę, aby we wszystkim tworzyła wspólnotę z mężczyzną. „Ona będzie nazwana niewiastą, ponieważ została wzięta ze swego męża”, aby i nazwa pouczała o wspólnocie natury, a pouczenie o wspólnocie co do natury i sposób stworzenia były podstawą miłości na całe życie i węzłem zgody.

Ojciec Kościoła wyjaśnia zatem, że mężczyzna i kobieta różnią się od siebie, zarówno jeżeli chodzi o ciało, jak i o duszę, ponieważ Bóg chciał, aby miłość wzrastała w komplementarności i wzajemnym wypełnianiu się osób. Zachwyt mężczyzny na widok swojej towarzyszki (Rdz 2, 23) wyrażał miłość oraz intuicję, iż kobieta współdzieli z nim jego naturę. Sformułowanie „kość z moich kości i ciało z mego ciała” oznacza – zdaniem Jana Chryzostoma – że owa „wspólnota co do natury” staje się „podstawą miłości na całe życie i węzłem zgody”. Kobieta i mężczyzna nie „jednoczą się”, ale „łączą jak jedno ciało”, co poucza o głębi relacji małżeńskiej (Rdz 2, 24). Ponadto Ewa została stworzona nie tylko jako „pomoc” dla Adama, ale przede wszystkim jako „pomoc podobna jemu” (Rdz 2, 18), skąd wniosek, że oboje są sobie równi w godności oraz zachowają swoją męskość i kobiecość w ciele zmartwychwstałym.

## Małżeństwo po upadku pierwszych rodziców
Grzech pierworodny zniszczył pierwotną doskonałość małżeństwa. Odtąd człowiekiem zaczęła władać pożądliwość, a kobieta, choć nadal równa mężczyźnie co do godności, stała się zależna od niego i jemu poddana (Rdz 3, 16). 
Jednakże – jak zauważa Antiocheńczyk – w Chrystusie „z łaski odnowiona została leżąca u podstaw norma” małżeństwa, a osłabienie przez grzech objawiło się jako szkoła czystości i miłości. Starotestamentowe „Ku mężowi twemu twoje skierowanie, on będzie nad tobą panował” (Rdz 3, 16) św. Paweł przekształcił na: „Nech się boją mężów” (Ef 5, 33). W chrześcijaństwie podstawą „bojaźni” nie jest jednak władanie, ale opieka w odniesieniu do szczególnej opieki jaką Chrystus obejmuje Kościół. Odkupienie dokonane w ofierze Krzyżowej przemieniło władanie (δεσποτεία) w miłość (φιλοστοργία) i troskę o słabszą płeć.

## Sakramentalność małżeństwa
W epoce Jana Chryzostoma małżeństwo nie było ujmowane jako sakrament, traktowano je jednak jako wielkie misterium w znaczeniu religijnym.

## Tajemnica małżeństwa w życiu wiecznym
Jan Chryzostom, zgodnie z myślą św. Pawła (1Kor 7, 28), zezwalał osobom owdowiałym na powtórne wejście w związek małżeński. Czynił to jednak z wyrozumiałości. Gorąco zalecał za to wdowom i wdowcom pozostanie w swoim stanie, wychodząc z założenia, że małżeństwo nie kończy się wraz ze śmiercią współmałżonka, ale trwa dalej i oczekuje na swoje ponowne, pełniejsze już pojednanie w ciele duchowym. Godne przeżywanie stanu wdowieństwa świadczy, jego zdaniem, o głębokiej wierze i prawdziwej miłości do współmałżonka. W ten sposób pojmował zresztą integralną prawdę o nierozerwalności chrześcijańskiego małżeństwa i jego podobieństwie do związku Chrystusa z Kościołem.
Antiocheńczyk mocno stał na stanowisku, iż małżeństwo w Ciele Chrystusa zawierane jest na całą wieczność, bo „wypełnieniem zakonu jest miłość” (Rz 13, 10), a ona „nigdy się nie kończy” (1Kor 13, 8). Słowa Jezusa: „Gdy bowiem powstaną z martwych, nie będą się ani żenić, ani za mąż wychodzić, ale będą jak aniołowie w niebie” (Mk 12, 25) tłumaczył w sensie wejścia człowieka w wyższy stan. Zmartwychwstanie nie usuwa płci, ale ozdabia ją nowym („anielskim”) blaskiem. Tam, gdzie nie będzie śmierci, nie będzie również małżeństw pojmowanych jako potrzeba prokreacji i przedłużenia gatunku, pozostanie jednak to, co stanowi istotę chrześcijańskiego małżeństwa, czyli miłość i jedność. Natura zostanie odnowiona, toteż w życiu wiecznym kobieta i mężczyzna nie będą jednoczyć się już w ciele zmysłowym, ale w Duchu.
Dziewictwo jako znak eschatologiczny nie stoi w sprzeczności z wiecznym charakterem małżeństwa. Jan Chryzostom naucza, iż współżycie cielesne w małżeństwie powinno wyrażać całkowitą miłość i przywiązanie do współmałżonka. Kiedy jednak oboje osiągają harmonię we współżyciu, wówczas w ich sercu rodzi się dużo głębsze pragnienie „zjednoczenia dusz”. Małżeństwo na mocy sakramentu zawiera w sobie możliwość wejścia na wyższy stan, powinno więc stale się uduchawiać. Chrystus przemianiający wodę w wino podczas wesela w Kanie Galilejskiej wyraził prawdę, iż działa On w małżeństwie, przemieniając naturalne skłonności między mężem i żoną (symbol wody) w wieczną więź dziewiczej, pełnej miłości (symbol wina).